# Centrais Elétricas de Santa Catarina
Centrais Elétricas de Santa Catarina (CELESC) é a maior empresa de geração, transmissão comercialização e distribuição de eletricidade de Santa Catarina, estado localizado na região sul do Brasil.
A companhia possui cerca de 3 176 195 consumidores (março 2020) e comercializa cerca de 12,9 TWh de eletricidade. A sede da empresa é localizada na capital de Santa Catarina, Florianópolis, possuindo 16 regionais nas principais cidades do estado.
A empresa é considerada de economia mista: o Estado detém o controle acionário da empresa, detendo pouco mais de 50,2% das ações ordinárias, enquanto as ações preferenciais são comercializadas pela B3. As ações fazem parte do índice Ibovespa.

## História
A Celesc foi criada em 1955 através de um decreto estadual assinado pelo então Governador Irineu Bornhausen. Antes da Celesc, as necessidades energéticas eram supridas por pequenas iniciativas privadas como por exemplo a Usina Hidrelétrica Salto Weissbach em Blumenau, a Usina Hidrelétrica Piraí em Joinville e a Usina Hidrelétrica Maroim em São José. O que suscitava a necessidade de uma empresa estatal, já que na época boa parte de Santa Catarina não possuía energia e as usinas se mostravam incapazes de fornecer energia para toda Santa Catarina. Primeiramente, a Celesc funcionou como órgão de planejamento do sistema elétrico estadual. E gradativamente foi incorporando as empresas energéticas regionais.
Assim, o primeiro grupo de empresas tornadas subsidiárias foi formado pela Empresa Sul Brasileira de Eletricidade, com sede em Joinville, Força e Luz Videira, Companhia Oeste de Eletricidade, Companhia Serrana de Eletricidade, pela Companhia Pery de Eletricidade, e pela Empresa Força e Luz Santa Catarina. A partir de 1965 a Celesc firmou-se com um definitivo sistema elétrico estadual com a implantação da Linha de Transmissão Tubarão – Lages – Joaçaba – São Miguel do Oeste.
Hoje, a Celesc é a mais importante estatal de Santa Catarina cobrindo todo o estado.[carece de fontes?]
Em outubro de 2006, a Celesc passou por um processo de reorganização (com base na "Lei da Desverticalização" - ou Lei Estadual 13.570), em que foi transformada em uma "holding" que manteve o nome Centrais Elétricas de Santa Catarina. Duas novas empresas foram criadas, uma responsável pela distribuição (Celesc Distribuição) e outra pela geração de energia elétrica (Celesc Geração).

## Empresas

### Geração e transmissão
A Celesc Geração opera, no mercado, com 18 usinas, sendo 12 próprias e seis com sócios privados. A capacidade atual instalada é de 126,51 MW, sendo 115,27 MW referentes ao parque próprio e 11,24 MW referentes ao parque gerador estabelecido com parceiros - já proporcionalizada sua participação acionária nesses empreendimentos.
A Celesc também gera energia, a partir de 12 usinas hidrelétricas, com capacidade instalada de aproximadamente 115,27 MW.
As usinas próprias são UHE Pery (30 MW), UHE Palmeiras (24,60 MW), UHE Bracinho (15 MW), UHE Garcia (8,92 MW), UHE Cedros (8,40 MW), UHE Salto Weissbach (6,28 MW), PCH Celso Ramos (13,92 MW), CGH Caveiras (3,83 MW), CGH Ivo Silveira (2,60 MW), CGH Rio do Peixe (0,52 MW), CGH Piraí (0,78 MW) e CGH São Lourenço (0,42 MW).
A Celesc Geração possui participação societária (10%) em um empreendimento de transmissão de energia elétrica em parceria com a EDP (90%), contendo cinco trechos de linhas de transmissão de 230 e 525kV  um total de 433 km e uma subestação 525/230kV.

### Distribuição
A área de concessão da empresa abriga quase todo o território catarinense, além de um município paranaense (Rio Negro).
A Celesc Distribuição atua no segmento de distribuição de energia elétrica, atendendo, total ou parcialmente, 285 municípios, contabilizando 3.273.375 unidades consumidoras (junho/2022).
Do total atendido, 264 municípios constam no contrato de concessão da distribuidora (263 em Santa Catarina e 1 no Paraná) e 21 municípios são atendidos a título precário, conforme regulamentação da ANEEL, localizados em áreas de concessões de outras distribuidoras (17 em Santa Catarina e 4 no Paraná). A Celesc D também é responsável pelo suprimento de energia elétrica para atendimento de 4 concessionárias e 20 permissionárias de distribuição, que atuam em municípios catarinenses não atendidos pela empresa.
O sistema elétrico de alta tensão da Celesc D possui aproximadamente 5 mil quilômetros de Linhas de Distribuição de 138 kV e 69 kV, com cerca de 318 transformadores de potência e capacidade de 7,8 mil MVA para uma demanda máxima registrada de 5.371 MVA.

### Gás
A Companhia de Gás de Santa Catarina (SCGÁS) é a segunda maior distribuidora de gás canalizado em número de municípios atendidos no Brasil, sendo Santa Catarina o terceiro estado com maior rede de distribuição de gás natural do País. Desde 2007, a Celesc detém 51% das ações ordinárias da Companhia e 17% do Capital Social total.

### Participações
A Celesc detém participações na Empresa Catarinense de Transmissão de Energia - ECTE (30,88%), Dona Francisca Energética S.A - DFESA (23,03%), Companhia Catarinense de Água e Saneamento - CASAN (15,76%) e na Usina Hidrelética Cubatão (40%).

## Tecnologia

### Sem Luz
Em 2013 a Celesc Distribuição lança um serviço via SMS onde o cliente informa que está sem energia. Através do número 48196, o cliente envia "SEM LUZ [Número da Unidade Consumidora]" ou "SEM LUZ [CPF]".
Exemplos:
- Envio de Unidade Consumidora: SEM LUZ 12345678
- Envio de CPF: SEM LUZ 12345678901

Em 2014 a Celesc Distribuição inova e é a primeira distribuidora de energia do Brasil a disponibilizar em tempo real, um mapa indicando todos os locais com falta de energia.

### 2ª Via
A Celesc ainda disponibiliza o serviço de 2ª via de conta por SMS: Exemplos:
- Envio de Unidade Consumidora: 2via 12345678
- Envio de CPF: 2via 12345678901

## Genesc
O Grupo Executivo de Energia de Santa Catarina - Genesc é responsável por receber todos os assuntos relacionados à energia. Sendo assim, o Grupo trabalha para manter o desenvolvimento energético do Estado. Envolve também a iniciativa privada que se interessa em cooperar com a Estatal. Um exemplo de seu trabalho seria a expansão do gasoduto Bolívia-Brasil.
Sua missão é: "Estabelecer a política relacionada ao setor energético no Estado de Santa Catarina"

## Prêmios

### 2020
- Prêmio ANEEL de Qualidade 2019 - Concessionárias acima de 400 mil unidades consumidoras - Melhor do Sul do Brasil
- Prêmio ANEEL de Qualidade 2019 - Concessionárias acima de 400 mil unidades consumidoras - Melhor do Brasil

### 2007
- Prêmio CIER de Qualidade – Satisfação do Cliente - Novembro 2007
- Troféu Açorianidade - Setembro 2007
- Ranking Valor 1000 – Agosto 2007
- Prêmio Abradee – Julho 2007

### 2006
- Prêmio Destaque de Marketing – ABMN Dezembro 2006
- Empresa Líder de Inovação Revista Amanhã - Novembro 2006
- Prêmio CIER de Qualidade – Satisfação do Cliente - Novembro 2006
- Prêmio Empresa Cidadã - ADVB Santa Catarina - Outubro 2006
- Prêmio Revista Eletricidade Moderna - Setembro 2006
- Prêmio Destaque Comunidade - Revista Expressão - Setembro 2006
- Prêmio Abradee 2006 - Melhor Distribuidora do País na Avaliação do Cliente - Agosto 2006
- Troféu Fritz Müller - Julho 2006 - FIESC
- Anuário Maiores & Melhores 2006 - Revista Exame - Edição Junho 2006

### 2005
- Balanço Social/Demonstrações Contábeis - Setor Elétrico - Dezembro 2005
- Prêmio Procel Cidade Eficiente em Energia Elétrica - Dezembro 2005
- Prêmio CIER de Qualidade – Satisfação do Cliente 2005
- Prêmio Desempenho 2005
- Prêmio Abradee 2005 - Bi-Campeã como Melhor Distribuidora do Sul do País
- Prêmio Empreendedor José Paschoal Baggio 2005
- Pesquisa Revista Desempenho - 5000 Maiores - Edição Setembro 2005
- Pesquisa Revista Valor 1000 - Edição Agosto 2005

### 2004
- Maiores & Melhores de 2004 - Revista Exame
- Prêmio Eletricidade 2004
- Prêmio Abradee 2004 - Melhor Distribuidora da Região Sul
- Pesquisa Maiores do Sul 2004 - Revista Amanhã
- Troféu Empresa Socialmente Responsável 2004
- Prêmio Integração Nacional 2004
- Troféu Barriga Verde Empresarial 2004
- Prêmio Empreendedor José Paschoal Baggio 2004
- Prêmio CIER de Qualidade – Satisfação do Cliente 2004

### 2003
- Prêmio Eletricidade 2003
- Prêmio Abradee 2003
- Prêmio CIER de Qualidade – Satisfação do Cliente 2003